# Alfabeto cingalés
El alfabeto cingalés o sinhala (en cingalés: සිංහල අක්ෂර මාලාව; Siṁhala Akṣara Mālāva) es un sistema de escritura utilizado por el pueblo cingalés y otros habitantes de Sri Lanka para escribir el idioma cingalés, la lengua oficial de esta república insular, así como para transcribir los idiomas litúrgicos pali y sánscrito. La akṣara mālāva (escritura malava) es una de las escrituras bráhmicas descendiente del brahmi de la antigua India.
El alfabeto cingalés es del tipo alfasilábico  y se escribe de izquierda a derecha. Las letras cingalesas se ordenan en dos conjuntos: el conjunto básico de letras forma el alfabeto śuddha siṃhala (cingalés puro, ශුද්ධ සිංහල), que es un subconjunto del alfabeto miśra siṃhala (cingalés mixto, මිශ්‍ර සිංහල).

## Historia
La escritura cingalesa es derivada del brahmi y se importó del norte de la India, alrededor del siglo III a. C. El alfabeto cingalés se desarrolló de una manera compleja, en parte independiente pero también fuertemente influenciada por las escrituras del sur de la India en varias etapas, manifiestamente influenciadas por el temprano alfabeto grantha. Se ha encontrado cerámica del siglo VI a. C. en Anuradhapura, con inscripciones líticas que datan del siglo II a. C. escritas en prácrito.
El cingalés medieval, que surgió alrededor del año 750 d. C., está marcado por una fuerte influencia del grantha. Posteriormente, los alfabetos cingaleses medievales (y modernos) se asemejan más a las escrituras del sur de la India. En el siglo IX d. C., ya había surgido una literatura escrita en cingalés y la escritura comenzó a usarse en otros contextos. Por ejemplo, la literatura budista Theravada de Sri Lanka, escrita en pali, utiliza la escritura cingalesa.
El cingalés moderno surgió en el siglo XIII y está marcado por el libro de gramática Sidat Sangara. En 1736 los holandeses fueron los primeros en hacer impresiones con tipos cingaleses en la propia isla. El tipo resultante siguió las características de la escritura cingalesa nativa practicada en hojas de palma, era monolineal y geométrico, sin separación entre palabras en los primeros documentos. Durante la segunda mitad del siglo XIX, durante el período colonial del Ceilán británico, surgió un nuevo estilo de  letras cingalesas en oposición a la forma monolineal y geométrica, que presentaba mayor contraste en apariencia y variaba su grosor. Este tipo más contrastado reemplazó gradualmente al tipo monolineal como estilo preferido, especialmente para la composición tipográfica de textos en periódicos, libros y revistas de Sri Lanka.
Hoy en día, más de 16 millones de personas utilizan este alfabeto para escribir en cingalés en contextos muy diversos, como periódicos, anuncios de televisión, comunicaciones gubernamentales y libros escolares.

## LetrasŚuddha siṃhala
Este es el conjunto de las letras del cingalés requeridas para la vida cotidiana.

### Consonantes
| Oclusivas         | Oclusivas | Oclusivas | Oclusivas | Oclusivas | Oclusivas | Oclusivas | Oclusivas | Oclusivas |
| ----------------- | --------- | --------- | --------- | --------- | --------- | --------- | --------- | --------- |
|                   | Sordas    | Sordas    | Sordas    | Sordas    | Sonoras   | Sonoras   | Sonoras   | Sonoras   |
|                   |           | Unicode   | translit. | AFI       |           | Unicode   | translit. | AFI       |
| Velares           | ක         | 0D9A      | ka        | [ka]      | ග         | 0D9C      | ga        | [ɡa]      |
| Retroflejas       | ට         | 0DA7      | ṭa        | [ʈa]      | ඩ         | 0DA9      | ḍa        | [ɖa]      |
| Dentales          | ත         | 0DAD      | ta        | [t̪a]      | ද         | 0DAF      | da        | [d̪a]      |
| Labiales          | ප         | 0DB4      | pa        | [pa]      | බ         | 0DB6      | ba        | [ba]      |
| Otras consonantes |           |           |           |           |           |           |           |           |
|                   |           | Unicode   | translit. | AFI       |           | Unicode   | translit. | AFI       |
| Fricativas        | ස         | 0DC3      | sa        | [sa]      | හ         | 0DC4      | ha        | [ha]      |
| Africadas         | (ච)       | (0DA0)    | (ca)      | ([t͡ʃa])   | ජ         | 0DA2      | ja        | [d͡ʒa]     |
| Nasales           | ම         | 0DB8      | ma        | [ma]      | න         | 0DB1      | na        | [na]      |
| Líquidas          | ල         | 0DBD      | la        | [la]      | ර         | 0DBB      | ra        | [ra]      |
| Aproximantes      | ව         | 0DC0      | va        | [ʋa]      | ය         | 0DBA      | ya        | [ja]      |
| Retroflejas       | ණ         | 0DAB      | ṇa        | [ɳa]      | ළ         | 0DC5      | ḷa        | [ɭa]      |

#### Consonantes prenasalizadas
|            | Nasal | Oclusiva | Consonante prenasalizada | Unicode | translit. | AFI   |
| Velar      | ඞ     | ග        | ඟ                        | 0D9F    | n̆ga       | [ⁿɡa] |
| Retrofleja | ණ     | ඩ        | ඬ                        | 0DAC    | n̆ḍa       | [ⁿɖa] |
| Dental     | න     | ද        | ඳ                        | 0DB3    | n̆da       | [ⁿd̪a] |
| Labial     | ම     | බ        | ඹ                        | 0DB9    | m̆ba       | [ᵐba] |

### Vocales
El cingalés tiene vocales independientes y vocales diacríticas que se le colocan a las consonantes.
| Cortas         | Cortas         | Cortas         | Cortas         | Cortas       | Cortas       | Cortas       | Cortas       | Largas         | Largas         | Largas         | Largas         | Largas       | Largas       | Largas       | Largas       |
| Independientes | Independientes | Independientes | Independientes | Dependientes | Dependientes | Dependientes | Dependientes | Independientes | Independientes | Independientes | Independientes | Dependientes | Dependientes | Dependientes | Dependientes |
| -------------- | -------------- | -------------- | -------------- | ------------ | ------------ | ------------ | ------------ | -------------- | -------------- | -------------- | -------------- | ------------ | ------------ | ------------ | ------------ |
| අ              | 0D85           | a              | [a]            | (nada)       |              | a            | [a, ə]       | ආ              | 0D86           | ā              | [aː]           | ා             | 0DCF         | ā            | [aː]         |
| ඇ              | 0D87           | æ/ä            | [æ]            | ැ             | 0DD0         | æ            | [æ]          | ඈ              | 0D88           | ǣ              | [æː]           | ෑ             | 0DD1         | ǣ            | [æː]         |
| ඉ              | 0D89           | i              | [i]            | ි             | 0DD2         | i            | [i]          | ඊ              | 0D8A           | ī              | [iː]           | ී             | 0DD3         | ī            | [iː]         |
| උ              | 0D8B           | u              | [u]            | ු             | 0DD4         | u            | [u]          | ඌ              | 0D8C           | ū              | [uː]           | ූ             | 0DD6         | ū            | [uː]         |
| එ              | 0D91           | e              | [e]            | ෙ             | 0DD9         | e            | [e]          | ඒ              | 0D92           | ē              | [eː]           | ේ             | 0DDA         | ē            | [eː]         |
| ඔ              | 0D94           | o              | [o]            | ො             | 0DDC         | o            | [o]          | ඕ              | 0D95           | ō              | [oː]           | ෝ             | 0DDD         | ō            | [oː]         |

## LetrasMiśra siṃhala
Este es el conjunto de las letras del cingalés que no se utilizan regularmente.

### Consonantes
| Oclusivas miśra adicionales      | Oclusivas miśra adicionales | Oclusivas miśra adicionales | Oclusivas miśra adicionales | Oclusivas miśra adicionales | Oclusivas miśra adicionales | Oclusivas miśra adicionales | Oclusivas miśra adicionales | Oclusivas miśra adicionales | Oclusivas miśra adicionales | Oclusivas miśra adicionales |
| -------------------------------- | --------------------------- | --------------------------- | --------------------------- | --------------------------- | --------------------------- | --------------------------- | --------------------------- | --------------------------- | --------------------------- | --------------------------- |
|                                  | Sordas                      | Sordas                      | Sordas                      | Sordas                      | Sonoras                     | Sonoras                     | Sonoras                     | Sonoras                     |                             |                             |
|                                  |                             | Unicode                     | translit.                   | AFI                         |                             | Unicode                     | translit.                   | AFI                         |                             |                             |
| Velares                          | ඛ                           | 0D9B                        | kha                         | [ka]                        | ඝ                           | 0D9D                        | gha                         | [ɡa]                        |                             |                             |
| Retroflejas                      | ඨ                           | 0DA8                        | ṭha                         | [ʈa]                        | ඪ                           | 0DAA                        | ḍha                         | [ɖa]                        |                             |                             |
| Dentales                         | ථ                           | 0DAE                        | tha                         | [t̪a]                        | ධ                           | 0DB0                        | dha                         | [d̪a]                        |                             |                             |
| Labiales                         | ඵ                           | 0DB5                        | pha                         | [pa]                        | භ                           | 0DB7                        | bha                         | [ba]                        |                             |                             |
| Otros grafemas miśra adicionales |                             |                             |                             |                             |                             |                             |                             |                             |                             |                             |
|                                  |                             | Unicode                     | translit.                   | AFI                         |                             | Unicode                     | translit.                   | AFI                         |                             |                             |
| Sibilantes                       | ශ                           | 0DC1                        | śa                          | [sa]                        | ෂ                           | 0DC2                        | ṣa                          | [sa]                        |                             |                             |
| Africadas                        | ඡ                           | 0DA1                        | cha                         | [t͡ʃa]                       | ඣ                           | 0DA3                        | jha                         | [d͡ʒa]                       |                             |                             |
| Nasales                          | ඤ                           | 0DA4                        | ña                          | [ɲa]                        | ඥ                           | 0DA5                        | jña                         | [d͡ʒɲa]                      |                             |                             |
| Otras                            | ඞ                           | 0D9E                        | ṅa                          | [ŋa]                        | ෆ                           | 0DC6                        | fa                          | [fa, ɸa, pa]                |                             |                             |
| Otras                            | ඦ                           | 0DA6                        | n̆ja                         | [ⁿd͡ʒa]                      | fප                          | n/a                         | fa                          | [fa, ɸa, pa]                |                             |                             |

### Vocales
|            | Independientes | Independientes | Independientes | Independientes | Dependientes | Dependientes | Dependientes | Dependientes | Independientes | Independientes | Independientes | Independientes | Dependientes | Dependientes | Dependientes | Dependientes |
| Diptongos  | ඓ              | 0D93           | ai             | [ai]           | ෛ             | 0DDB         | ai           | [ai]         | ඖ              | 0D96           | au             | [au]           | ෞ             | 0DDE         | au           | [au]         |
| R silábica | ඍ              | 0D8D           | ṛ              | [ur]           | ෘ             | 0DD8         | ṛ            | [ru, ur]     | ඎ              | 0D8E           | ṝ              | [ruː]          | ෲ             | 0DF2         | ṝ            | [ruː, uːr]   |
| L silábica | ඏ              | 0D8F           | ḷ              | [li]           | ෟ             | 0DDF         | ḷ            | [li]         | ඐ              | 0D90           | ḹ              | [liː]          | ෳ             | 0DF3         | ḹ            | [liː]        |

## Diacríticos

### Virama
El virama (en cingalés: හල් කිරිම, hal kirīma) es un signo que elimina la vocal inherente que tienen todas las consonantes del cingalés. Toma dos formas dependiendo de la consonante. Por ejemplo, si ස es sa, entonces ස‍් es s. En cambio, si බ es ba, entonces බ් es b.

### Anusvara
El anusvara es un signo que agrega ṁ a cualquier consonante o vocal, de forma ං. Por ejemplo, si ස es sa, entonces සං es saṁ.

## Codificación digital

### Unicode
El alfabeto cingalés se agregó con el nombre «sinhala» al estándar Unicode en septiembre de 1999 con el lanzamiento de la versión 3.0. Esta asignación de caracteres se ha adoptado en Sri Lanka como Estándar SLS1134.
| Sinhala Official Unicode Consortium code chart (PDF)                                |   |   |   |   |   |   |   |   |   |   |   |   |   |   |   |   |
|                                                                                     | 0 | 1 | 2 | 3 | 4 | 5 | 6 | 7 | 8 | 9 | A | B | C | D | E | F |
| U+0D8x                                                                              |   | ඁ  | ං  | ඃ  |   | අ | ආ | ඇ | ඈ | ඉ | ඊ | උ | ඌ | ඍ | ඎ | ඏ |
| U+0D9x                                                                              | ඐ | එ | ඒ | ඓ | ඔ | ඕ | ඖ |   |   |   | ක | ඛ | ග | ඝ | ඞ | ඟ |
| U+0DAx                                                                              | ච | ඡ | ජ | ඣ | ඤ | ඥ | ඦ | ට | ඨ | ඩ | ඪ | ණ | ඬ | ත | ථ | ද |
| U+0DBx                                                                              | ධ | න |   | ඳ | ප | ඵ | බ | භ | ම | ඹ | ය | ර |   | ල |   |   |
| U+0DCx                                                                              | ව | ශ | ෂ | ස | හ | ළ | ෆ |   |   |   | ්  |   |   |   |   | ා  |
| U+0DDx                                                                              | ැ  | ෑ  | ි  | ී  | ු  |   | ූ  |   | ෘ  | ෙ  | ේ  | ෛ  | ො  | ෝ  | ෞ  | ෟ  |
| U+0DEx                                                                              |   |   |   |   |   |   | ෦ | ෧ | ෨ | ෩ | ෪ | ෫ | ෬ | ෭ | ෮ | ෯ |
| U+0DFx                                                                              |   |   | ෲ  | ෳ  | ෴ |   |   |   |   |   |   |   |   |   |   |   |
| Notas Desde la versión Unicode 13.0 Las áreas grises indican segmentos no asignados |   |   |   |   |   |   |   |   |   |   |   |   |   |   |   |   |

El bloque Unicode principal para el sinhala es U + 0D80 – U + 0DFF. Otro bloque ("Sinhala Archaic Numbers") se agregó a Unicode en la versión 7.0.0 en junio de 2014. Su rango es U + 111E0 – U + 111FF.
| Sinhala Archaic Numbers Official Unicode Consortium code chart (PDF) |   |   |   |   |   |   |   |   |   |   |   |   |   |   |   |   |
|                                                                      | 0 | 1 | 2 | 3 | 4 | 5 | 6 | 7 | 8 | 9 | A | B | C | D | E | F |
| U+111Ex                                                              |   | 𑇡 | 𑇢 | 𑇣 | 𑇤 | 𑇥 | 𑇦 | 𑇧 | 𑇨 | 𑇩 | 𑇪 | 𑇫 | 𑇬 | 𑇭 | 𑇮 | 𑇯 |
| U+111Fx                                                              | 𑇰 | 𑇱 | 𑇲 | 𑇳 | 𑇴 |   |   |   |   |   |   |   |   |   |   |   |

## Otras lecturas
- Daniels, Peter T. (1996). «Sinhala alphabet». The World's Writing Systems. Oxford, UK: Oxford University Press. ISBN 0-19-507993-0.
- Fairbanks, G. W.; J. W. Gair; M. W. S. D. Silva (1968). Colloquial Sinhalese (Sinhala). Ithaca, NY: South Asia Programm, Cornell University.
- Gair, J. W.; John C. Paolillo (1997). Sinhala. München, Newcastle: South Asia Programm, Cornell University.
- Geiger, Wilhelm (1995). A Grammar of the Sinhalese Language. New Delhi: AES Reprint.
- Jayawardena-Moser, Premalatha (2004). Grundwortschatz Singhalesisch – Deutsch (3 edición). Wiesbaden: Harassowitz.
- Karunatillake, W. S. (1992). An Introduction to Spoken Sinhala ([several new editions] edición). Colombo.
- Matzel, Klaus (1983). Einführung in die singhalesische Sprache. Wiesbaden: Harrassowitz.